# So You Think You Can Dance
So You Think You Can Dance är ett amerikanskt dans-TV-program där deltagarna varje vecka dansar i hopp om att inte bli utröstade ur serien, på Fox. Programmet sänds med svensk undertex i Sverige på Kanal 5.
Nuvarande programledare är Cat Deeley med Nigel Lythgoe, Adam Shankman och Mia Michaels som domare. Koreografierna till programmet görs av koreografer som Mia Michaels och Dan Karaty. Programmet har vunnit fyra Emmy Awards för Outstanding Choreography, och totalt sex Emmy Awards.
So You Think You Can Dance är ett TV-format kopplat till 19 TV och FremantleMedia. Formatets upphovsman är engelske TV-producenten och artistmanagern Simon Fuller som även skapat formatet Idols och bandet S Club 7 samt är, eller har varit, manager åt en lång rad internationella artister och kändisar (däribland Spice Girls under gruppens storhetstid). 

## Säsongöversikt
| Säsong | År   | Vinnare          | 2. plats         | 3. plats          | 4. plats         | Programledare  | Domare                                   |
| ------ | ---- | ---------------- | ---------------- | ----------------- | ---------------- | -------------- | ---------------------------------------- |
| 1      | 2005 | Nick Lazzarini   | Melody Lacayanga | Jamile McGee      | Ashlé Dawson     | Lauren Sanchez | Nigel Lythgoe Gäster                     |
| 2      | 2006 | Benji Schwimmer  | Travis Wall      | Donyelle Jones    | Heidi Groskreutz | Cat Deeley     | Nigel Lythgoe Gäster                     |
| 3      | 2007 | Sabra Johnson    | Danny Tidwell    | Neil Haskell      | Lacey Schwimmer  | Cat Deeley     | Nigel Lythgoe Mary Murphy Gäster         |
| 4      | 2008 | Joshua Allen     | Twitch Boss      | Katee Shean       | Courtney Galiano | Cat Deeley     | Nigel Lythgoe Mary Murphy Gäster         |
| 5      | 2009 | Jeanine Mason    | Brandon Bryant   | Evan Kasprzak     | Kayla Radomski   | Cat Deeley     | Nigel Lythgoe Mary Murphy Gäster         |
| 6      | 2009 | Russell Ferguson | Jakob Karr       | Kathryn McCormick | Ellenore Scott   | Cat Deeley     | Nigel Lythgoe Mary Murphy Adam Shankman  |
| 7      | 2010 | Lauren Froderman | Kent Boyd        | Robert Roldan     | AdéChiké Torbert | Cat Deeley     | Nigel Lythgoe Mia Michaels Adam Shankman |
| 8      | 2011 | Melanie Moore    | Sasha Mallory    | Marko Germar      | Tadd Gadduang    | Cat Deeley     | Nigel Lythgoe Mary Murphy Gäster         |